# Станіслава Палеолог
Станіслава Філіппіна Палеолог (пол. Stanisława Filipina Paleolog; нар. 4 травня 1892 року, Грімне, Австро-Угорщина (село у Львівському районі (колишній Городоцький район) Львівської області) — пом. 3 грудня 1968 року, Пенлей, Уельс) — польська військовослужбовиця, майор Війська Польського і комісар Державної поліції Польщі. Міністерка польського уряду у вигнанні. Активістка боротьби з проституцією та торгівлею людьми.

## Біографія
Навчалась у Львівській школі-інтернаті для дівчат сестер Бенедиктинок. Пізніше навчалася в Академії торгівлі у Львові.
Під час Першої світової війни брала участь у роботі Польської військової організації. Під час польсько-української війни в листопаді 1918 року приєдналася до Цивільної сторожі, і в капральському званні брала участь в битві за Львів. Служила на посадах кур'єрки і санітарки. Була тяжко поранена. У грудні 1918 року перейшла до складу Жіночої громадянської міліції, а потім до Добровольчого жіночого легіону, який допомагала створювати. В легіоні служила кур'єркою (на такій же посаді служила в легіоні і її сестра Гелена). Пізніше ад'ютанткою командирки легіону Олександри Загурської.
Після створення 1 квітня 1920 року відділу добровольчого жіночого легіону при мобілізаційній секції I відділу Штабу військового міністерства у підпоручицькому званні працювала ад'ютанткоб командира відділу майора А. Загурської. Пізніше керувала рефератом кадрів. У 1920 році в складі легіону брала участь у бойових діях під Варшавою під час польсько-радянської війни.
З 1922 по 1924 рік працювала керуючою в шпиталі св. Лазаря у Кракові. У 1925 році переведена на службу в Державну поліцію. З 1925 року займалася організацією і керувала Жіночою секцією польської поліції, після чого була керівницею медичної експертної VI бригади при Слідчому комітеті. Займалася боротьбою з проституцією та торгівлею людьми. Отримала чин аспіранта 1 січня 1928 року. З 1935 по 1939 роки керувала рефератом офіцерів і рядових співробітників (кадровим управлінням) Жіночої поліції при Центральній слідчій служби головного управління Державної поліції. Їй було присвоєно чин підкомісара, а 1 січня 1939 року — комісара поліції.
Після початку Другої світової війни та німецької окупації Польщі служила в польській поліції Генерал-губернаторства. Одночасно брала участь у підпільних організаціях Союзу збройної боротьби і Армії Крайової. Використовуючи своє становище в поліції, займалася організацією і навчанням солдат розвідувально-наглядових бригад і жіночих розвідувально-диверсійних підрозділів. Була однією з організаторів Корпусу державної безпеки підпілля. Належала до Головного штабу Армії Крайової. Брала участь у боях під час Варшавського повстання 1944 року у складі бойових груп I округу «Радвань» (Середмісце) і групи «Хробри II» як офіцер з розвідки. Курувала виробництво озброєння. Після поразки повстання їй вдалося покинути Варшаву з групами цивільних.
10 серпня 1946 року під загрозою арешту залишила Польщу. Спочатку приєдналася до частин Другого польського корпусу в Італії, потім вийшла у відставку і переїхала до Лондона. 15 жовтня 1954 року президентом Польської республіки у вигнанні Августом Залеським призначена до складу польського Цивільного суду в Лондоні. 11 жовтня 1955 року стала міністром у першому уряді Антонія Пайонка.
У 1957 року опублікувала книгу «The Women Police in Poland 1925—1939».
Померла 3 грудня 1968 року в Пенлей (Уельс).

## Визнання та нагороди
У 1929 році Daily Express назвав Палеолог «польською Жанною д'Арк», підкреслюючи її внесок у боротьбу з торгівлею людьми та сексуальною експлуатацією жінок.
У листопаді 2019 року на честь Станіслави Палеолог була встановлена меморіальна дошка на місці її поховання в Манчестері до 100-річчя польської поліції. Дошка була ініціативою польської поліції, Генерального консульства Республіки Польща в Манчестері та польської Церкви Божого Милосердя.